# エターナル・サンシャイン (アルバム)
『エターナル・サンシャイン』（英: Enternal Sunshine）は、アメリカのシンガー・ソングライター、アリアナ・グランデの7枚目のスタジオ・アルバム。

## 概要
2024年3月8日にリパブリック・レコードからリリースされた。『Positions』のリリース（2020年10月）以来、約3年半ぶりのスタジオ・アルバムの新作となる。
先行リリースされたリード・シングルの「yes, and?」は、全米シングル・チャートで初登場1位を獲得。グランデにとって8曲目の1位、Apple Music、Spotifyのグローバル・チャートでも初登場1位と自身最高のストリーミング記録を樹立した。『yes, and?』のMVはポーラ・アブドゥルの「冷たいハート」へのオマージュになっており、ポーラ本人もこれに反応した。音楽的にはマドンナの「ヴォーグ」から影響を受けたと発売に際してのインタビューで明かしている。
アルバムとともにリリースされた2枚目のシングル「We Can't Be Friends (Wait for Your Love)」はグランデにとって9曲目の１位を獲得し、ストリーミング・ソング・チャートでは通算6曲目の首位を獲得し、アルバムはBillboard 200で6作目の首位を獲得した。
『エターナル・サンシャイン』は、初週（2024年3月8日～3月14日）にアルバム・ストリーミングが148,000（1億9,492万回）、アルバム・セールスが77,000、トラックによるユニットは2,000をそれぞれ記録して、合計227,000ユニットを獲得した。
グランデはアルバムのタイトルを2004年のアメリカ映画『エターナル・サンシャイン』から引用した。複雑な感情が入り混じる恋愛や失恋を歌う内容となっており、人間らしく素直な姿が反映されている。ボーカルと音楽、そして主題の感情的な脆弱さで批評家から賞賛を受けたが、ソングライティングが洗練されていないと批判する人もいた。
2024年4月16日、98歳の祖母であるマージョリー・グランデが今作収録の「ordinary things」でHot 100の55位にチャートインし、同チャートにランクインした最高齢のアーティストとなった。

## 収録曲
| #         | タイトル                                     | 作詞                   | 作曲・編曲                                   | プロデューサー                     | 時間 |
| --------- | -------------------------------------------- | ---------------------- | -------------------------------------------- | ---------------------------------- | ---- |
| 1.        | 「Intro (End of the World)」                 | Ariana Grande          | Grande Shintaro Yasuda Nick Lee Aaron Cheung | Grande Yasuda Lee Aaron Paris      | 1:32 |
| 2.        | 「Bye」                                      | Grande Max Martin      | Grande Martin Ilya Salmanzadeh               | Grande Martin Ilya                 | 2:44 |
| 3.        | 「Don't Wanna Break Up Again」               | Grande Martin          | Grande Martin Ilya                           | Grande Martin Ilya                 | 2:54 |
| 4.        | 「Saturn Returns Interlude」                 | Diana Garland          | Grande Martin Ilya                           | Grande Martin Ilya Will Loftis     | 0:42 |
| 5.        | 「Eternal Sunshine」                         | Grande                 | Grande Martin Yasuda David Park              | Grande Martin Ilya Yasuda Davidior | 3:30 |
| 6.        | 「Supernatural」                             | Grande                 | Grande Martin Oscar Görres                   | Grande Martin Görres               | 2:43 |
| 7.        | 「True Story」                               | Grande Martin          | Grande Martin                                | Grande Martin Ilya                 | 2:43 |
| 8.        | 「The Boy Is Mine」                          | Grande Martin          | Grande Martin Yasuda Park                    | Grande Martin Ilya Yasuda Davidior | 2:53 |
| 9.        | 「Yes, And?」                                | Grande                 | Grande Martin Ilya                           | Grande Martin Ilya                 | 3:34 |
| 10.       | 「We Can't Be Friends (Wait for Your Love)」 | Grande                 | Grande Martin Ilya                           | Grande Martin Ilya                 | 3:48 |
| 11.       | 「I Wish I Hated You」                       | Grande                 | Grande Ilya                                  | Grande Ilya                        | 2:33 |
| 12.       | 「Imperfect for You」                        | Grande Martin          | Grande Martin Ilya Peter Kahm                | Grande Martin Ilya                 | 3:02 |
| 13.       | 「Ordinary Things」(featuring Nonna)         | Grande Marjorie Grande | Grande Lee Luka Kloser                       | Grande Lee Martin Kloser           | 2:48 |
| 合計時間: | 合計時間:                                    | 合計時間:              | 35:26                                        |                                    |      |